# Le Débat
Le Débat (mit Zusatz: histoire, politique, société) war eine zweimonatlich erscheinende französische intellektuelle Zeitschrift, die 1980 beim Verlag Gallimard von Pierre Nora (Herausgeber) und Marcel Gauchet (Chefredakteur) gegründet worden war. Sie wurde als einflussreichste intellektuelle Zeitschrift im Frankreich des späten 20. Jahrhunderts bezeichnet.
Die erste Ausgabe erschien am Tag der Beerdigung Jean-Paul Sartres. Der Historiker Pierre Nora kündigte an, dass die Zeitschrift eine neue „post-partisan“ Rolle für französische Intellektuelle einnehmen werde: Frei von Bezügen zu revolutionärer Politik, würde sie sich auf ein reflexives Urteilen konzentrieren. Nach Nora verkaufte Le Débat in den 1980er Jahren zwischen 8.000 und 15.000 Exemplare pro Ausgabe. Mitherausgeber waren Raymond Aron, Georges Dumézil, François Jacob, Michel Foucault, Emmanuel Le Roy Ladurie, François Furet and Jacques Le Goff.
Mit der Ausgabe vom September 2020 stellte die Zeitschrift nach vierzig Jahren ihr Erscheinen ein. Die ISSN lautet 0246-2346.

## Einzelbelege
1. ↑  Mark Lilla: New Liberal Thought, in: The Columbia History Of Twentieth-Century French Thought, 2005, S. 67–9.
2. ↑  Maxime Tellier: Il y a quarante ans, la création de la revue "Le Débat", France Culture,  abgerufen am 19. September 2020